# Dianthus scaber
Dianthus scaber är en nejlikväxtart som beskrevs av Dominique Chaix. Dianthus scaber ingår i släktet nejlikor, och familjen nejlikväxter. Inga underarter finns listade i Catalogue of Life.